# Galab Donew

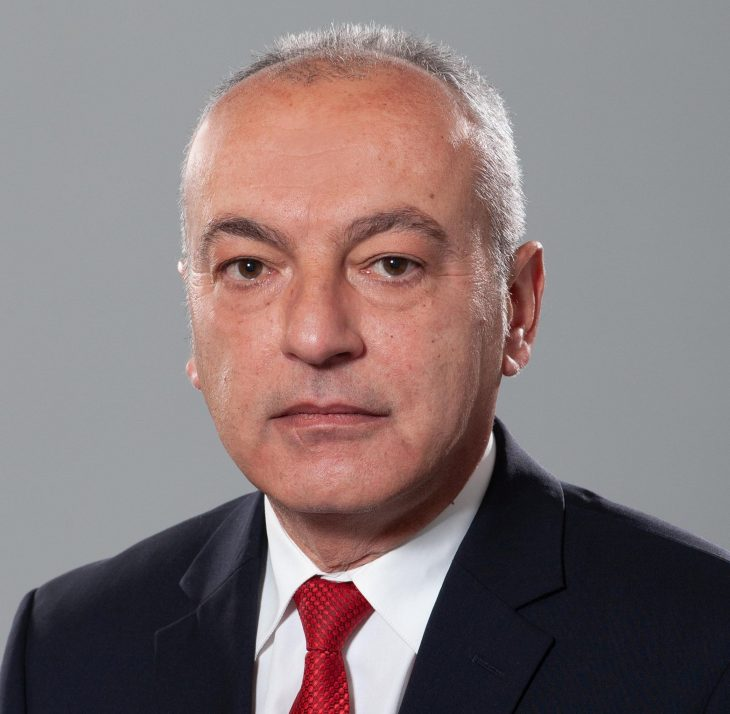
Galab Donew

Galab Spasow Donew (bulgarisch Гълъб Спасов Донев; * 28. Februar 1967 in Sofia, Bulgarien) ist ein bulgarischer Politiker, der vom 2. August 2022 bis zum 6. Juni 2023 Übergangsministerpräsident von Bulgarien war. Er übernahm den Posten von Kiril Petkow, der zuvor durch ein Misstrauensvotum im Narodno Sabranie gestürzt wurde.

## Vorgeschichte
Donew hat einen Master in Wirtschaft an der Universität für National- und Weltwirtschaft in Sofia und einen Abschluss in Finanzen an der Universität Russe gemacht.
Vom 12. Mai 2021 bis zum 13. Dezember desselben Jahres war er stellvertretender Ministerpräsident für Wirtschafts- und Sozialpolitik und Arbeits- und Sozialminister in den Regierungen Janew I und II.

## Amtszeit als Ministerpräsident
Die Regierung wurde vom bulgarischen Präsidenten Rumen Radew ernannt. Am 4. August 2022 kündigte er eine Ausschreibung für den Bezug von Flüssigerdgas an. Bis zum Beginn des Russischen Überfalls auf die Ukraine im Februar 2022 bezog Bulgarien 90 % seines Erdgases aus Russland.
Im September begann Donew Verhandlungen mit dem russischen Konzern Lukoil über die Treibstoffversorgung des Landes angesichts eines bevorstehenden EU-Ölembargos gegen Russland.
Die vorgezogene Neuwahl fand am 2. Oktober 2022 statt.